# Liberty (segelbåt)

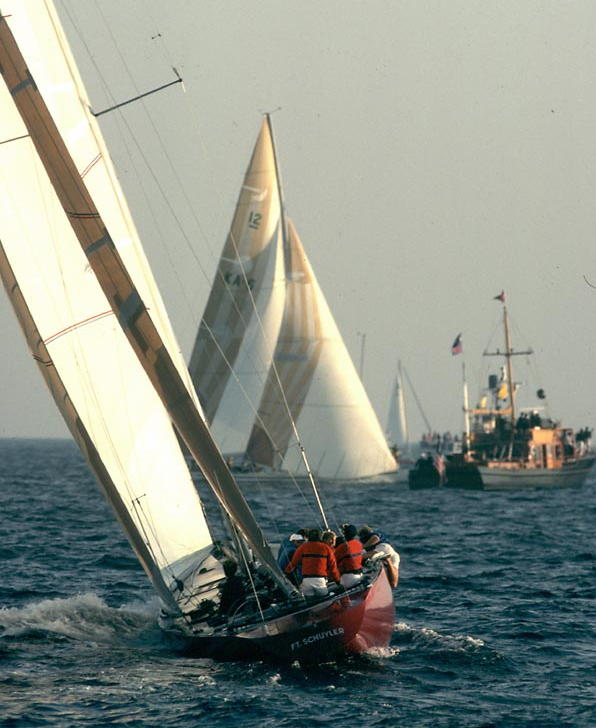
s/y Liberty förlorar Americas Cup 1983.

Liberty var en 12mR som ägdes och seglades av Dennis Conner som New York Yacht Clubs försvarare av America's Cup 1983. Liberty gick till historien som den första försvarande båt som förlorat America's Cup sedan 1851.

## Bakgrund
America's Cup hade en föregångare i England, då Royal Yacht Squadron anordnade kappseglingar runt Isle of Wight. I augusti 1851 vanns tävlingen av den amerikanska skonaren America. Därefter anordnade New York Yacht Club kappseglingar utanför kusten mellan Long Island och Rhode Island.

## Efterspel
Efter förlusten mot Australia II användes Liberty vid kappseglingar mot Stars and Stripes, USA:s utmanare mot Australien i American Cup 1987. 1989 såldes Liberty till en okänd japansk ägare.